# 王将戦
王将戦（おうしょうせん）は、日本将棋連盟が主催する将棋の棋戦で、タイトル戦のひとつ。七番勝負の勝者は王将のタイトル称号を得る。
毎日新聞社は第74期まで、スポーツニッポン新聞社は第27期から第74期まで主催していたが、2025年度の第75期からは日本将棋連盟の単独主催となった。
棋戦を創設した毎日新聞社が公募により棋戦名を「王将戦」と命名、1950年に一般棋戦として創設され、翌1951年にタイトル戦に格上げされた。
2019年度の第69期は「大阪王将」を運営しているイートアンドが特別協賛に加わり、正式名称を「大阪王将杯王将戦」として行われた。
2021年度の第71期からは、ALSOKが特別協賛に加わり、正式棋戦名称をALSOK杯王将戦として行われている。

## 方式
一次予選・二次予選・挑戦者決定リーグによって挑戦者を決定する。挑戦者は王将と七番勝負を戦い、先に4勝した棋士が新たな王将となる。
持ち時間は、一次予選および二次予選が3時間、挑戦者決定リーグが4時間（以上第72期よりチェスクロック方式）、王将戦七番勝負が2日制（封じ手採用）の8時間。

### 一次予選
シード者と二次予選から出場する棋士を除く、順位戦B級1組以下の棋士によりトーナメント形式で行われる。各組のトーナメント勝者が二次予選に進む。予選通過枠は年度によって異なるが8～10人である。

### 二次予選
トーナメント形式で18人から挑戦者決定リーグ進出者3人を選ぶ（第33期以降）。参加者は
- 前期挑戦者決定リーグ陥落者（3人、二次予選2回戦からの参加）
- タイトル保持者および永世称号者[注 2]・永世王将資格者
- 順位戦A級の棋士
- 一次予選通過者

### 挑戦者決定リーグ
シード者4人（前期王将戦敗者と前期挑戦者決定リーグ残留者、前期成績順に順位1-4位）と二次予選通過者3人（いずれも順位5位）の計7人による総当たりのリーグ戦を行い、成績最上位者が王将戦の挑戦者となる。成績最上位者が複数出た場合は、原則として順位上位の2人によるプレーオフが行われる。
成績上位者4人が次年度の挑戦者決定リーグに残留し、その順位に従いシード権を得る。勝ち星が並んだ場合は当年度のシード順位が優先される。二次予選通過者（順位5位者）同士で勝ち星が並んだ場合、リーグ残留（成績2位または3位）の場合は当該者は次年度も同順位となり、成績4位で複数（或いは成績3位で3名）が並んだ場合は残留決定戦が行われる。
リーグ戦は、原則として先ず1回戦の対局を行い、7回戦を同日一斉対局の最終戦として行う（各回の抜け番を除く）。2回戦-6回戦の対局については、順不同に対局日程が組まれる場合がある。
在籍期限を満了したフリークラス編入棋士の特例参加
挑戦者決定リーグを残留した者が、フリークラス規定の在籍期限を満了したフリークラス編入棋士である場合、その在籍期限満了者は他棋戦については出場資格がなくなるが、王将戦については次年度の棋戦に参加が可能となり、引退とはならない（2010年7月9日以降）。

### 王将戦七番勝負
王将と挑戦者が七番勝負を戦う。七番勝負は全国各地の旅館や料亭などで催される。中でも静岡県掛川市で行う「掛川対局」や栃木県大田原市で行う「大田原対局」は七番勝負の対局場として実施回数が多い。
- 掛川城二の丸茶室で行う「掛川対局」は、第59期（2009年度・2010年2月）から第74期（2024年度・2025年1月）まで16年連続で七番勝負日程に組み込まれ、特に第61期（2011年度・2012年1月）から第72期（2022年度・2023年1月）にかけては12年連続で第1局として行われた[9]。第73期（2023年度第6局・2024年3月日程）は第4局決着のため実施されなかったが、翌第74期には再び第1局として「掛川対局」が行われた[10]。

- 栃木県大田原市で行われる「大田原対局」は、第54期（2004年度第7局・2005年3月日程〈第4局決着で実施せず〉）から第74期（2024年度第7局・2025年3月日程）まで25年連続で七番勝負の日程に組み込まれ、特に第55期（2005年度・2006年1月対局）から第71期（2021年度・2022年1月対局）まで17年連続で、対局が必ず実施される第1局-第4局の日程で行われた[11]。第72期（2022年度第7局・2023年3月日程）は第6局決着のため実施されなかったが、翌第73期（2023年度）は第1局（2024年1月）として「大田原対局」が行われた。第74期（2024年度第7局・2025年3月日程）は第5局決着のため実施されなかった。

### 方式の遍歴
| 期    | 王将戦七番勝負 (2日制) | 王将戦七番勝負 (2日制) | 挑戦者決定リーグ     | 挑戦者決定リーグ | 挑戦者決定リーグ                         | 挑戦者決定リーグ                     | 挑戦者決定リーグ                                                   | 二次予選             | 二次予選       | 二次予選                                                                      | 一次予選        | 一次予選                |
| 期    | 持ち時間               | 被挑戦者               | 持ち時間             | 出場 人数        | シード条件                               | 同率首位時 プレーオフ 進出者         | 残留条件                                                           | 持ち時間             | 出場→ 予選通過 | シード条件                                                                    | 二次予選 進出者 | 出場資格                |
| ----- | ---------------------- | ---------------------- | -------------------- | ---------------- | ---------------------------------------- | ------------------------------------ | ------------------------------------------------------------------ | -------------------- | -------------- | ----------------------------------------------------------------------------- | --------------- | ----------------------- |
| 第1回 | 10時間 (二日制)        | 名人                   | 7時間                | 5名              | 順位戦A級上位5名                         | 該当者全員で プレーオフ トーナメント | -                                                                  | 実施せず             | 実施せず       | 実施せず                                                                      | 実施せず        | 実施せず                |
| 第1期 | 10時間 (二日制)        | 王将か名人 (三番勝負)  | 7時間                | 5名              | 順位戦A級上位5名                         | 該当者全員で プレーオフ トーナメント | -                                                                  | 実施せず             | 実施せず       | 実施せず                                                                      | 実施せず        | 実施せず                |
| 2     | 10時間 (二日制)        | 王将か名人 (三番勝負)  | 7時間                | 7名              | 第1期王将を含む 順位戦A級上位4名         | 該当者全員で プレーオフ トーナメント | リーグ4位以内 5位が複数の場合 該当者全員で 残留者決定 トーナメント | 不明                 | 16名 →4名      | 順位戦A級下位6名                                                              | 10名            | 順位戦B・C級 の棋士全員 |
| 3     | 10時間 (二日制)        | 王将か名人 (三番勝負)  | 7時間                | 8名              | 4名 ・七番勝負敗者 ・前期リーグ残留者3名 | 該当者全員で プレーオフ トーナメント | リーグ4位以内 5位が複数の場合 該当者全員で 残留者決定 トーナメント | 不明                 | 16名 →4名      | 順位戦A級                                                                     | 6-10名          | 順位戦B・C級 の棋士全員 |
| 4-12  | 10時間 (二日制)        | 王将                   | 7時間                | 8名              | 4名 ・七番勝負敗者 ・前期リーグ残留者3名 | 該当者全員で プレーオフ トーナメント | リーグ4位以内 5位が複数の場合 該当者全員で 残留者決定 トーナメント | 不明                 | 16名 →4名      | 順位戦A級                                                                     | 6-10名          | シード以外の 棋士全員   |
| 13-17 | 10時間 (二日制)        | 王将                   | 7時間                | 8名              | 4名 ・七番勝負敗者 ・前期リーグ残留者3名 | 該当者全員で プレーオフ トーナメント | リーグ4位以内 5位が複数の場合 該当者全員で 残留者決定 トーナメント | 不明                 | 16名 →4名      | ・順位戦A級 ・前期リーグ陥落者                                                | 6-10名          | シード以外の 棋士全員   |
| 18    | 09時間 (二日制)        | 王将                   | 6時間                | 8名              | 4名 ・七番勝負敗者 ・前期リーグ残留者3名 | 該当者全員で プレーオフ トーナメント | リーグ4位以内 5位が複数の場合 該当者全員で 残留者決定 トーナメント | 不明                 | 16名 →4名      | ・順位戦A級 ・前期リーグ陥落者                                                | 6-10名          | シード以外の 棋士全員   |
| 19-30 | 09時間 (二日制)        | 王将                   | 6時間                | 8名              | 4名 ・七番勝負敗者 ・前期リーグ残留者3名 | 該当者全員で プレーオフ トーナメント | リーグ4位以内 5位が複数の場合 該当者全員で 残留者決定 トーナメント | 不明                 | 16名 →4名      | ・順位戦A級 ・前期リーグ陥落者 ・タイトル保持者 ・永世称号者 ・永世王将資格者 | 6-10名          | シード以外の 棋士全員   |
| 31-33 | 09時間 (二日制)        | 王将                   | 6時間                | 7名              | 4名 ・七番勝負敗者 ・前期リーグ残留者3名 | 該当者全員で プレーオフ トーナメント | リーグ4位以内 5位が複数の場合 該当者全員で 残留者決定 トーナメント | 不明                 | 18名 →3名      | ・順位戦A級 ・前期リーグ陥落者 ・タイトル保持者 ・永世称号者 ・永世王将資格者 | 6-10名          | シード以外の 棋士全員   |
| 34-40 | 09時間 (二日制)        | 王将                   | 5時間                | 7名              | 4名 ・七番勝負敗者 ・前期リーグ残留者3名 | 該当者全員で プレーオフ トーナメント | リーグ4位以内 5位が複数の場合 該当者全員で 残留者決定 トーナメント | 不明                 | 18名 →3名      | ・順位戦A級 ・前期リーグ陥落者 ・タイトル保持者 ・永世称号者 ・永世王将資格者 | 6-10名          | シード以外の 棋士全員   |
| 41-42 | 08時間 (二日制)        | 王将                   | 5時間                | 7名              | 4名 ・七番勝負敗者 ・前期リーグ残留者3名 | 該当者全員で プレーオフ トーナメント | リーグ4位以内 5位が複数の場合 該当者全員で 残留者決定 トーナメント | 不明                 | 18名 →3名      | ・順位戦A級 ・前期リーグ陥落者 ・タイトル保持者 ・永世称号者 ・永世王将資格者 | 6-10名          | シード以外の 棋士全員   |
| 43-71 | 08時間 (二日制)        | 王将                   | 4時間                | 7名              | 4名 ・七番勝負敗者 ・前期リーグ残留者3名 | 順位上位2名 の直接対決               | リーグ4位以内 5位が複数の場合 同順位の場合のみ 残留者決定戦        | 3時間                | 18名 →3名      | ・順位戦A級 ・前期リーグ陥落者 ・タイトル保持者 ・永世称号者 ・永世王将資格者 | 6-10名          | シード以外の 棋士全員   |
| 72-   | 08時間 (二日制)        | 王将                   | 4時間 チェスクロック | 7名              | 4名 ・七番勝負敗者 ・前期リーグ残留者3名 | 順位上位2名 の直接対決               | リーグ4位以内 5位が複数の場合 同順位の場合のみ 残留者決定戦        | 3時間 チェスクロック | 18名 →3名      | ・順位戦A級 ・前期リーグ陥落者 ・タイトル保持者 ・永世称号者 ・永世王将資格者 | 6-10名          | シード以外の 棋士全員   |

## 永世称号など

### 永世王将
永世称号である「永世王将」は1973年に制定され、王将のタイトルを通算10期以上保持した棋士に与えられる。現行の将棋タイトル戦における永世資格の要件はタイトル戦ごとに異なるが、永世王将のみ5期連覇では獲得できない。その意味で、タイトル戦ではないが10回優勝が要件の名誉NHK杯選手権者と類似している。
日本将棋連盟が1973年9月26日の臨時総会において大山康晴に「永世王将」を名乗ることを認めたのが最初の事例である。2023年4月現在、永世王将の棋士は大山康晴（第15期 達成、達成後に「永世王将」制定）。永世王将の資格を持つ棋士は羽生善治（第56期 達成）。なお、大山は1973年の王将失冠（無冠）後、長年に渡るタイトル保持者としての功績により、特例的に現役で永世王将を名乗った。
1. 大山康晴 - 1966年03月29日 達成（当時43歳00か月）、1973年9月制定、1973年10月31日 就位（現役のまま、当時50歳7か月）
 - 通算10期（第2期-第4期、第7期-第11期、第13期-第15期）
2. 羽生善治 - 2007年03月20日 獲得（当時36歳05か月 、現役引退後に就位予定）
 - 通算10期（第45期-第50期、第52期、第54期-第56期）

（以上2名、永世王将 資格獲得順）
なお、中平邦彦『棋士・その世界』（講談社文庫、1979年）の巻末の「将棋百科」の項目「九段制度」（P.304）では、「王将位は五期で名誉王将、十期で永世王将が与えられることになり、大山がそれに該当する」という記述がある。「五期の名誉王将」はその他の著書などに記述がなく、またこの条件が正しいとした場合でも、その時点で王将を六連覇している中原誠が「名誉王将」にあたるがその記述はなく、「五期で名誉王将」という記述は誤記述と判断するしかない。

### 贈王将
坂田（阪田）三吉は、関根金次郎十三世名人と激戦を繰り返したことで知られ、『王将』という題名で数多くの舞台や映画、歌のモデルになったが、没後の昭和30年（1955年）に日本将棋連盟により「名人位」とともに「王将位」を追贈されている。

## エピソード
王将戦は、将棋史における代表的なエピソードが生まれている棋戦でもある。
- 1950年、名人戦の契約を朝日新聞社に奪われた毎日新聞社が、王将戦を創設した。
- 後に王将戦の観戦記者になった倉島竹二郎は、「王将戦」という棋戦名は、当時流行していた北条秀司による戯曲「王将」に由来しているのではと、推測している[13]。また、棋戦創設当時は、非常に違和感がある棋戦名だっとも回想している[13]。
- 王将戦は、発足当初に「指し込み制」が適用されていて、升田幸三による陣屋事件や「名人に香車を引いて」などの舞台となった（後述）。
- 大山康晴は、1952年度（第2期）から1972年度（第22期）まで21年連続で七番勝負に登場した（挑戦者として3回、王将（第2期の被挑戦者を含む）として18回）。1972年度に中原誠に敗れて失冠し、1973年度（第23期）の挑戦者決定プレーオフで米長邦雄に敗れたことで連続登場が途切れた。また、永世王将就位・十五世名人襲位後で、日本将棋連盟会長の在職中に1979年度（第29期）に56歳で加藤一二三から王将位を奪還し、1981年度（第31期）まで王将位を防衛していた。58歳のタイトル保持は、2024年時点において史上最高齢となっている。また戦後に日本将棋連盟が発足してから唯一、会長とタイトルホルダーを兼任していたのが大山である。
- 前述通り当期戦の挑戦者決定リーグ戦は残留すら非常に難しいリーグとして知られるが、負け越しで残留を果たしたケースが2024年現在までに3例ある。1987年度（第37期）には島朗が史上初[注 13]となる2勝4敗での残留（残留決定戦で勝利。最終的な順位は4位）。2001年度（第51期）には谷川浩司が2勝4敗かつ残留決定戦をせずに残留。そして2005年度（第55期）のリーグ戦でも同様に、久保利明が2勝4敗で残留決定戦無しに残留を果たした（順位も同じく4位）。
- 1989年度（第39期）は、挑戦者に米長邦雄が名乗りを上げ、七番勝負開幕前のスポニチ誌上でのインタビュー[14]で、南芳一（王将）への「横歩も取れない男に負けては、ご先祖様に申し訳ない」という発言が出る[15]。これは、当時横歩取りを指すことがなかった南への挑発だったが、南はこの七番勝負、先手番となった3局のうち2局で横歩を取った（結果は1勝1敗）。七番勝負はフルセットまでもつれ込み、米長が王将復位。
- 1993年度（第43期）第5局（1994年2月）は青森県三沢市で行われたが、対局者や副立会人を乗せた飛行機が天候不良によって三沢空港に着陸できず羽田空港へ引き返したために2日制が時間的に不可能になってしまい、持ち時間各5時間の1日制で行われた。
- 1994年度（第44期）の七番勝負では、羽生善治の七冠独占を谷川浩司がフルセットの末に阻止した。谷川は七番勝負の途中に阪神・淡路大震災で被災していた。
- 1995年度（第45期）は、羽生が4勝0敗ストレートで谷川から奪取し、ついに七冠独占を達成した。
- 2000年度（第50期）は、二次予選通過者全員（3名）がリーグ残留を果たした[注 14]。これは、二次予選通過者はいずれも順位最下位（5位）となり、リーグ残留が厳しくなった1993年度（第43期）からは唯一の例である（2023年度終了時点）。逆に、二次予選通過者全員が陥落することは度々あり、2005年度（第55期）からは3期続けて全員陥落した。
- 1994年度の羽生の挑戦後、羽生は2009年度（第59期）まで16年連続で七番勝負に登場した（挑戦者として4回、王将として12回）。2009年度に羽生が久保利明に敗れて失冠し、2010年度（第60期）の挑戦者決定リーグで羽生が3勝3敗の3位に終わった（1位は豊島将之）ことで連続登場が途切れた。
- 前述の通り、2010年度の挑戦者となった豊島将之は、王将戦挑戦者の最年少記録（当時）を更新（20歳）。同時に、全タイトル戦を通じて初の平成生まれの挑戦者となった。
- 2014年度（第64期）第5局（2015年3月）は新潟県佐渡市で行われたが、荒天により佐渡汽船のフェリーが欠航したため前日のうちに佐渡島に渡ることができなかった[16]。最終的に日程が短縮され、初日午後より対局開始・持ち時間各7時間・2日目に夕食休憩有りという変則2日制での対局となった[17]。
- 2017年度（第67期）は、王将位保持者である久保利明と挑戦者の豊島将之がいずれもA級順位戦史上初の6人によるプレーオフに出場することになったことで、王将戦七番勝負の最中に順位戦プレーオフを最大5局挟む異例の過密スケジュールとなった。プレーオフの第1局も久保と豊島の対戦となり、豊島が久保戦も含めプレーオフで3局連続勝利するも、4局目で羽生善治に敗れた。久保はプレーオフで豊島に敗れるも、王将戦は4勝2敗でタイトルを防衛した。
- 番ごとの勝者は『スポーツニッポン』紙面掲載用に記念撮影を行なう。パティシエに扮してロールケーキをつくったり、安来節を踊ったり、海岸で将棋を指したりとユニークな写真が多く、「勝者罰ゲーム」の異名を持つ[18][19][20][21]。しかし、当の『スポーツニッポン』は「決して罰ゲームではありません」と否定している[22]。しかし、第67期は両対局者から「緩い」との指摘があり、これを受けた『スポーツニッポン』は第68期での企画強化を宣言している[22]。この企画は1986年の第35期にてタイトルを獲得した中村修の「雪かき写真」から始まったものとされている[23][24]。
- 王将戦の挑戦者決定リーグは「将棋界最高峰とも言われる屈指の難関リーグ」[25]といわれている。リーグ全勝を達成した歴代棋士は7人制導入の第31期以後では、米長邦雄（第32期）、南芳一（第37期）、佐藤康光（第51・55期）、渡辺明（第62期）、羽生善治（第63・72期）の5人（7例）であり[26]、第31期以前（8人制）では中原誠（第22期）の1例のみ。また、リーグで全勝した挑戦者が、王将を奪取できなかった例は佐藤（第55期）と羽生（第63・72期）の3例ある。
- 2021年度（第71期）は、史上初の「三冠」（渡辺明名人・棋王・王将）対「四冠」（藤井聡太竜王・王位・叡王・棋聖）の対決となった。また、藤井の王将戦挑戦は最年少記録を更新した（19歳）。藤井が4勝0敗ストレートで渡辺から奪取し、19歳3か月で最年少王将と最年少五冠（竜王・王位・叡王・王将・棋聖）を達成した[27]。また、最年少王将を決めた第4局の立会人は、奇しくも最年少王将記録を持っていた中村修（当時23歳4か月）であった。
- 2022年度（第72期）は、羽生善治が王将戦挑戦者決定リーグで全勝で挑戦権を獲得した。王将在位者の藤井聡太とは31歳9カ月差であり、棋王戦で南芳一に大山康晴が挑戦した際の40歳2カ月差に次ぐ史上2番目の年齢差タイトル戦となった。大山は1勝もできずに敗退してしまったため、年長者側の勝利としては羽生が最年長記録（31歳9カ月下の相手にタイトル戦で勝利）である。藤井においては、2020年の第61期王位戦七番勝負で木村一基に挑戦した年齢差の29歳0カ月を上回った。
- 王将戦七番勝負では、持将棋が成立したことはまだない。

## 歴代七番勝負・挑戦者決定リーグ
| 太字 | ：王将獲得者（七番勝負勝者） | 太字永 | ：永世資格獲得者（七番勝負勝者） |

| 0◎ ：王将挑戦者 ( 太字 は全勝達成者)0 P ：挑戦プレーオフ出場者0 | 0▽ ：残留決定戦出場者 0▼ ：リーグ陥落 |

### 創設～第42期
| ● | ● | ○ | ● | ● | ＊ □ | ● |

| ○ | ● | ● | ○ | ● | ○ | ○ |

| ○ | ○ | ● | 千 ○ | ● | ○ | － |

| ○ | 千 ● | 千 ○ | ○ | ○ | ＊ ● | ● |

| ● | ● | ● | ＊ ● | ● | － | － |

| 千 ○ | ○ | ● | ● | ○ | 千 ○ | ● |

| ○ | ○ | ● | ● | ○ | ● | ● |

| ○ | ○ | ○ | ＊ ● | ○ | ＊ ● | ○ |

| ○ | ● | ○ | 千 ○ | ● | ○ | － |

| ○○○ | ＊ ○ | －－－ |

| ●●● | ＊ ● | －－－ |

| ○ | ● | ○ | ● | ○ | 千 ○ | － |

| ● | ○ | ● | ● | ○ | 千 ○ | ○ |

| ● | ● | 千 ● | ○ | ○ | ● | － |

### 第43期～現在
第43期以降は挑戦者決定リーグに前期順位に基づく「順位」を設定。
- 二次予選通過者はいずれも順位5位。
- プレーオフは順位上位2名により行われる。

| ○○●●○● | 千 ○ |

| ● | 千 ○ | ●●○●－ |

| 千 ● | ○○○● | 千 ● | ○ |

| ○○○●● | 千 ○ | － |

## 過去の制度

### 指し込み制
創設当初の七番勝負では「三番手直り」の指し込み制を採用した。これは、3勝差がついた時点で王将戦の勝負が決定し、次の対局から香落ちと平手戦で交互に指し（半香落ちの手合割）、必ず第7局まで実施するシステムである。当時、将棋連盟内では升田幸三を筆頭に、名人が指し込まれる可能性があると慎重論があったが、最終的に主催側の提案通りに施行する事となった。これは、「名人が指し込まれることはあり得ない」と当時の名人である木村義雄自身が発言したことによるものであったとされる。
皮肉なことに、1951年度の第1期王将戦で、升田八段（当時）が木村王将・名人を4勝1敗で指し込むこととなった。升田は香落ち戦となる第6局の対局を拒否し、事態を重く見た連盟から一時は1年間の対局禁止の裁定も下された（直後に取り消される）。この「陣屋事件」は将棋界のみならず、世間の大きな注目を浴びた。さらに1955年度の第5期王将戦では升田が大山康晴王将・名人に対し3勝0敗で指し込みを果たすと、1956年1月19日・20日の第4局で香落ちの升田が大山名人に勝ち、「名人が香を引かれて負ける」事態が起こった。なお、升田は続く第5局（平手番）でも勝ち、対戦成績を5勝0敗とするが、体調を崩し対局に耐えられなくなったとして第6・7局は中止となった。
また、実際に起こることはなかったものの、一方の棋士が最初に3連勝した後に4連敗した場合でも最初に3連勝した段階で勝負が決定しているため、4連敗の中に香落ち戦が含まれるとはいえ、負け越した棋士が七番勝負の勝者となる可能性があった。
指し込み制は、1959年度の第9期から香落ち戦を1局だけ指すようになった。1965年度の第15期からは四番手直りに改められ、またどちらかが4勝した時点で対戦が終了することになったため、香落ち戦が指されることはなくなった。しかし、死文化しているものの、王将戦の指し込み制そのものは現在も規則に残っている。つまり、王将戦で4勝差がつく（七番勝負のため、4勝0敗のストレート決着でしか起こりえないことになっている）と実際に香落ち戦が指されることはないものの、「指し込み」は記録される。なお、四番手直り以降で名人在位者に「指し込み」が記録されたのは、第49期（1999年度）の佐藤康光（挑戦者）、第54期（2004年度）の森内俊之（王将保持者）、第71期（2021年度）の渡辺明（王将保持者）で、佐藤と森内は羽生善治に、渡辺は藤井聡太にいずれも0勝4敗でストレート負けしている。

### 被挑戦者決定戦
創設当初は名人は挑戦者決定戦に参加せず、かわりに前年度の王将と「被挑戦者決定戦」三番勝負を行うこととなっていた。この制度は1953年度の第3期までで廃止され、第4期以降は名人も挑戦者決定戦に参加するようになった。

## 記録
|        | 獲得                      | 番勝負出場                | 挑戦                                                          | リーグ参加                 |
| ------ | ------------------------- | ------------------------- | ------------------------------------------------------------- | -------------------------- |
| 最多   | 大山康晴 20期             | 大山康晴 26期             | 羽生善治 7期                                                  | 大山康晴 34期              |
| 連続   | 大山康晴 9連覇            | 大山康晴 21連続           | 大山康晴 二上達也 加藤一二三 米長邦雄 羽生善治 佐藤康光 2連続 | 大山康晴 34連続            |
| 最年少 | 第71期 藤井聡太 19歳208日 | 第71期 藤井聡太 19歳174日 | 第71期 藤井聡太 19歳174日                                     | 第6期 加藤一二三 16歳209日 |
| 最年長 | 第31期 大山康晴 59歳26日  | 第32期 大山康晴 59歳311日 | 第29期 大山康晴 56歳310日                                     | 第33期 大山康晴 60歳209日  |

- 挑戦者決定リーグ記録

第74期まで（非タイトル戦の第1回を含む）。第2期の被挑戦者決定戦をリーグ残留、リーグ参加に含む。リーグ残留は第2期から。
太字は永世王将獲得者または最多記録。王将在位者は*で注記。
| 挑戦者決定リーグ記録 | 挑戦者決定リーグ記録 | 挑戦者決定リーグ記録 | 挑戦者決定リーグ記録 | 挑戦者決定リーグ記録 | 挑戦者決定リーグ記録        | 挑戦者決定リーグ記録        | 挑戦者決定リーグ記録        | 挑戦者決定リーグ記録        |
| 氏名                 | 王将在位             | 王将在位             | 七番勝負出場         | 七番勝負出場         | リーグ残留 (王将在位を含む) | リーグ残留 (王将在位を含む) | リーグ参加 (王将在位を含む) | リーグ参加 (王将在位を含む) |
| 氏名                 | 通算                 | 連続                 | 通算                 | 連続                 | 通算                        | 連続                        | 通算                        | 連続                        |
| -------------------- | -------------------- | -------------------- | -------------------- | -------------------- | --------------------------- | --------------------------- | --------------------------- | --------------------------- |
| 大山康晴             | 20                   | 9                    | 26                   | 21                   | 30                          | 25                          | 34                          | 34                          |
| 羽生善治             | 12                   | 6                    | 19                   | 16                   | 29                          | 24                          | 32                          | 26                          |
| 中原誠               | 7                    | 6                    | 13                   | 7                    | 28                          | 17                          | 32                          | 32                          |
| 渡辺明               | 5                    | 3                    | 7                    | 4                    | 11                          | 6                           | 15                          | 15                          |
| 谷川浩司             | 4                    | 4                    | 7                    | 6                    | 14                          | 8                           | 24                          | 17                          |
| 藤井聡太*            | 4                    | 4                    | 4                    | 4                    | 5                           | 4                           | 6                           | 6                           |
| 久保利明             | 4                    | 2                    | 7                    | 3                    | 16                          | 12                          | 20                          | 15                          |
| 米長邦雄             | 3                    | 2                    | 8                    | 3                    | 22                          | 22                          | 25                          | 23                          |
| 南芳一               | 3                    | 2                    | 5                    | 5                    | 5                           | 5                           | 6                           | 6                           |
| 升田幸三             | 3                    | 2                    | 5                    | 3                    | 11                          | 5                           | 18                          | 9                           |
| 郷田真隆             | 2                    | 2                    | 3                    | 3                    | 10                          | 5                           | 19                          | 8                           |
| 中村修               | 2                    | 2                    | 3                    | 3                    | 4                           | 3                           | 7                           | 6                           |
| 佐藤康光             | 2                    | 1                    | 8                    | 2                    | 18                          | 18                          | 19                          | 19                          |
| 加藤一二三           | 1                    | 1                    | 5                    | 2                    | 16                          | 7                           | 23                          | 11                          |
| 二上達也             | 1                    | 1                    | 5                    | 2                    | 11                          | 5                           | 18                          | 6                           |
| 森内俊之             | 1                    | 1                    | 2                    | 2                    | 10                          | 8                           | 19                          | 11                          |
| 木村義雄             | 1                    | 1                    | 2                    | 2                    | 2                           | 2                           | 2                           | 2                           |
| 有吉道夫             | 0                    | 0                    | 3                    | 1                    | 7                           | 4                           | 17                          | 5                           |
| 豊島将之             | 0                    | 0                    | 2                    | 1                    | 9                           | 5                           | 14                          | 8                           |
| 丸田祐三             | 0                    | 0                    | 2                    | 1                    | 7                           | 5                           | 16                          | 6                           |
| 永瀬拓矢             | 0                    | 0                    | 2                    | 1                    | 5                           | 5                           | 5                           | 5                           |
| 内藤國雄             | 0                    | 0                    | 1                    | 1                    | 10                          | 5                           | 14                          | 12                          |
| 深浦康市             | 0                    | 0                    | 1                    | 1                    | 6                           | 4                           | 11                          | 6                           |
| 村山聖               | 0                    | 0                    | 1                    | 1                    | 5                           | 5                           | 6                           | 6                           |
| 松田茂役             | 0                    | 0                    | 1                    | 1                    | 4                           | 2                           | 8                           | 4                           |
| 森雞二               | 0                    | 0                    | 1                    | 1                    | 4                           | 2                           | 7                           | 5                           |
| 山田道美             | 0                    | 0                    | 1                    | 1                    | 3                           | 3                           | 6                           | 4                           |
| 広瀬章人             | 0                    | 0                    | 1                    | 1                    | 3                           | 3                           | 6                           | 4                           |
| 高島一岐代           | 0                    | 0                    | 1                    | 1                    | 3                           | 2                           | 8                           | 5                           |
| 森下卓               | 0                    | 0                    | 1                    | 1                    | 3                           | 2                           | 7                           | 3                           |
| 島朗                 | 0                    | 0                    | 1                    | 1                    | 2                           | 2                           | 3                           | 3                           |
| 菅井竜也             | 0                    | 0                    | 1                    | 1                    | 2                           | 2                           | 2                           | 2                           |
| 加藤博二             | 0                    | 0                    | 1                    | 1                    | 2                           | 1                           | 8                           | 5                           |
| 丸山忠久             | 0                    | 0                    | 0                    | 0                    | 8                           | 4                           | 11                          | 6                           |
| 糸谷哲郎             | 0                    | 0                    | 0                    | 0                    | 4                           | 4                           | 7                           | 5                           |
| 近藤誠也             | 0                    | 0                    | 0                    | 0                    | 4                           | 4                           | 5                           | 4                           |
| 大野源一             | 0                    | 0                    | 0                    | 0                    | 4                           | 3                           | 8                           | 4                           |
| 灘蓮照               | 0                    | 0                    | 0                    | 0                    | 3                           | 3                           | 10                          | 5                           |
| 小林健二             | 0                    | 0                    | 0                    | 0                    | 3                           | 3                           | 4                           | 4                           |
| 大内延介             | 0                    | 0                    | 0                    | 0                    | 3                           | 2                           | 7                           | 4                           |
| 塚田泰明             | 0                    | 0                    | 0                    | 0                    | 2                           | 2                           | 5                           | 4                           |
| 花村元司             | 0                    | 0                    | 0                    | 0                    | 2                           | 2                           | 4                           | 3                           |
| 原田泰夫             | 0                    | 0                    | 0                    | 0                    | 2                           | 1                           | 5                           | 2                           |
| 西村一義             | 0                    | 0                    | 0                    | 0                    | 2                           | 1                           | 5                           | 2                           |
| 塚田正夫             | 0                    | 0                    | 0                    | 0                    | 1                           | 1                           | 6                           | 4                           |
| 屋敷伸之             | 0                    | 0                    | 0                    | 0                    | 1                           | 1                           | 6                           | 4                           |
| 勝浦修               | 0                    | 0                    | 0                    | 0                    | 1                           | 1                           | 6                           | 3                           |
| 板谷進               | 0                    | 0                    | 0                    | 0                    | 1                           | 1                           | 5                           | 3                           |
| 芹沢博文             | 0                    | 0                    | 0                    | 0                    | 1                           | 1                           | 4                           | 2                           |
| 高島弘光             | 0                    | 0                    | 0                    | 0                    | 1                           | 1                           | 3                           | 2                           |
| 桐山清澄             | 0                    | 0                    | 0                    | 0                    | 1                           | 1                           | 3                           | 2                           |
| 廣津久雄             | 0                    | 0                    | 0                    | 0                    | 1                           | 1                           | 2                           | 2                           |
| 板谷四郎             | 0                    | 0                    | 0                    | 0                    | 1                           | 1                           | 2                           | 2                           |
| 小堀清一             | 0                    | 0                    | 0                    | 0                    | 1                           | 1                           | 2                           | 2                           |
| 高柳敏夫             | 0                    | 0                    | 0                    | 0                    | 1                           | 1                           | 2                           | 2                           |
| 大友昇               | 0                    | 0                    | 0                    | 0                    | 1                           | 1                           | 2                           | 2                           |
| 青野照市             | 0                    | 0                    | 0                    | 0                    | 1                           | 1                           | 2                           | 2                           |
| 西田拓也             | 0                    | 0                    | 0                    | 0                    | 1                           | 1                           | 1                           | 1                           |
| 三浦弘行             | 0                    | 0                    | 0                    | 0                    | 0                           | 0                           | 5                           | 3                           |
| 高橋道雄             | 0                    | 0                    | 0                    | 0                    | 0                           | 0                           | 5                           | 2                           |
| 藤井猛               | 0                    | 0                    | 0                    | 0                    | 0                           | 0                           | 4                           | 2                           |
| 森安秀光             | 0                    | 0                    | 0                    | 0                    | 0                           | 0                           | 3                           | 2                           |
| 佐藤天彦             | 0                    | 0                    | 0                    | 0                    | 0                           | 0                           | 3                           | 2                           |
| 松下力               | 0                    | 0                    | 0                    | 0                    | 0                           | 0                           | 2                           | 2                           |
| 佐々木勇気           | 0                    | 0                    | 0                    | 0                    | 0                           | 0                           | 2                           | 2                           |
| 五十嵐豊一           | 0                    | 0                    | 0                    | 0                    | 0                           | 0                           | 2                           | 1                           |
| 石田和雄             | 0                    | 0                    | 0                    | 0                    | 0                           | 0                           | 2                           | 1                           |
| 淡路仁茂             | 0                    | 0                    | 0                    | 0                    | 0                           | 0                           | 2                           | 1                           |
| 坂口允彦             | 0                    | 0                    | 0                    | 0                    | 0                           | 0                           | 1                           | 1                           |
| 山本武雄             | 0                    | 0                    | 0                    | 0                    | 0                           | 0                           | 1                           | 1                           |
| 山中和正             | 0                    | 0                    | 0                    | 0                    | 0                           | 0                           | 1                           | 1                           |
| 松浦卓造             | 0                    | 0                    | 0                    | 0                    | 0                           | 0                           | 1                           | 1                           |
| 清野静男             | 0                    | 0                    | 0                    | 0                    | 0                           | 0                           | 1                           | 1                           |
| 北村昌男             | 0                    | 0                    | 0                    | 0                    | 0                           | 0                           | 1                           | 1                           |
| 佐藤大五郎           | 0                    | 0                    | 0                    | 0                    | 0                           | 0                           | 1                           | 1                           |
| 星田啓三             | 0                    | 0                    | 0                    | 0                    | 0                           | 0                           | 1                           | 1                           |
| 吉田利勝             | 0                    | 0                    | 0                    | 0                    | 0                           | 0                           | 1                           | 1                           |
| 関根茂               | 0                    | 0                    | 0                    | 0                    | 0                           | 0                           | 1                           | 1                           |
| 熊谷達人             | 0                    | 0                    | 0                    | 0                    | 0                           | 0                           | 1                           | 1                           |
| 佐藤義則             | 0                    | 0                    | 0                    | 0                    | 0                           | 0                           | 1                           | 1                           |
| 有森浩三             | 0                    | 0                    | 0                    | 0                    | 0                           | 0                           | 1                           | 1                           |
| 畠山成幸             | 0                    | 0                    | 0                    | 0                    | 0                           | 0                           | 1                           | 1                           |
| 阿久津主税           | 0                    | 0                    | 0                    | 0                    | 0                           | 0                           | 1                           | 1                           |
| 行方尚史             | 0                    | 0                    | 0                    | 0                    | 0                           | 0                           | 1                           | 1                           |
| 飯島栄治             | 0                    | 0                    | 0                    | 0                    | 0                           | 0                           | 1                           | 1                           |
| 斎藤慎太郎           | 0                    | 0                    | 0                    | 0                    | 0                           | 0                           | 1                           | 1                           |
| 中村太地             | 0                    | 0                    | 0                    | 0                    | 0                           | 0                           | 1                           | 1                           |
| 木村一基             | 0                    | 0                    | 0                    | 0                    | 0                           | 0                           | 1                           | 1                           |
| 服部慎一郎           | 0                    | 0                    | 0                    | 0                    | 0                           | 0                           | 1                           | 1                           |

リーグ成績○連勝記録
（第43期以降）
- 10連勝 - 佐藤康光（第55期6局全勝 - 第55期1回戦-4局目）
- 09連勝 - 羽生善治（第71期7回戦 - 第72期6局全勝 - 第73期1回戦-2回戦）
09連勝 - 渡辺明（第61期後半3局 - 第62期6局全勝）

リーグ成績●連敗記録
（第43期以降）
- 12連敗 - 糸谷哲郎（第69期後半3局 - 第71期6局全敗 - 第72期前半3局）
- 09連敗 - 米長邦雄（第51期後半3局 - 第53期6局全敗）
09連勝 - 谷川浩司（第57期後半3局 - 第63期6局全敗）

## 中継
後援にCS放送の囲碁・将棋チャンネルが入った関係で、第65期より同チャンネルの独占配信となっている。スカパー!での放送のほか、同チャンネルが行うインターネット配信「囲碁将棋プラス」（旧将棋プレミアム、囲碁将棋プレミア厶）では七番勝負の完全生中継、一次・二次予選の注目対局、挑戦者決定リーグの生中継（第65期は一部対局、第66期からは同リーグの全対局が対象）などが行われている。
囲碁・将棋チャンネルが後援につく前はニコニコ生放送などでも配信されていた。
ABEMAでは、他の7つのタイトル戦の無料生中継を行っているが、王将戦のみ第71期までは放送されなかった。2022年度の第72期王将戦七番勝負（藤井聡太王将 対 挑戦者羽生善治九段）では全局、ABEMAのPPVにて囲碁・将棋チャンネルと同内容の生中継が同時有料配信された。

## 棋譜
第68期から正式にhtml5将棋盤で表示される。八大タイトルの中では、叡王戦、竜王戦に続いて3例目でflash表示はない。毎日新聞とスポーツニッポンのWebサイトにて公式配信されている。30日間は無料だが、その期間を過ぎると有料プランが必要。

## 書籍
- 王将戦七番勝負 第45期 (王将・谷川浩司/名人・羽生善治) 毎日新聞社編 毎日新聞社  1996